# العلاقات الأيرلندية الكيريباتية
العلاقات الأيرلندية الكيريباتية هي العلاقات الثنائية التي تجمع بين جمهورية أيرلندا وكيريباتي.

## مقارنة بين البلدين
هذه مقارنة عامة ومرجعية للدولتين:
| وجه المقارنة                                              | جمهورية أيرلندا                                       | كيريباتي                        |
| --------------------------------------------------------- | ----------------------------------------------------- | ------------------------------- |
| المساحة (كم2)                                             | 70.27 ألف                                             | 811                             |
| عدد السكان (نسمة)                                         | 4.76 مليون                                            | 116.40 ألف                      |
| الكثافة السكانية (ن./كم²)                                 | 67.74                                                 | 14.35 ألف                       |
| العاصمة                                                   | دبلن                                                  | جنوب تاراوا                     |
| اللغة الرسمية                                             | اللغة الأيرلندية، لغة إنجليزية، الإنجليزية الأيرلندية | لغة إنجليزية، اللغة الكيريباتية |
| العملة                                                    | جنيه أيرلندي، يورو، عملات اليورو الأيرلندية           | دولار كريباتي، دولار أسترالي    |
| الناتج المحلي الإجمالي (بليون دولار)                      | 333.73 مليار                                          | 196.15 مليون                    |
| الناتج المحلي الإجمالي (تعادل القوة الشرائية) بليون دولار | 318.16 مليار                                          | 224.26 مليون                    |
| الناتج المحلي الإجمالي الاسمي للفرد دولار أمريكي          | 61.13 ألف                                             | 1.42 ألف                        |
| الناتج المحلي الإجمالي للفرد دولار أمريكي                 |                                                       | 1.81 ألف                        |
| مؤشر التنمية البشرية                                      | 0.916                                                 | 0.590                           |
| رمز المكالمات الدولي                                      | +353                                                  | +686                            |
| رمز الإنترنت                                              | .ie                                                   | .ki                             |
| المنطقة الزمنية                                           | 00، ت ع م+01:00، أوروبا/دبلن ‏                         |                                 |

## منظمات دولية مشتركة
يشترك البلدان في عضوية مجموعة من المنظمات الدولية، منها:
| علم المنظمة | اسم المنظمة                   | تاريخ انضمام جمهورية أيرلندا | تاريخ انضمام كيريباتي |
| ----------- | ----------------------------- | ---------------------------- | --------------------- |
|             | بنك التنمية الآسيوي           | 2006                         | 1974                  |
|             | مؤسسة التنمية الدولية         | 22 ديسمبر 1960               | 2 أكتوبر 1986         |
|             | يونسكو                        | 3 أكتوبر 1961                | 24 أكتوبر 1989        |
|             | الأمم المتحدة                 | 14 ديسمبر 1955               | 14 سبتمبر 1999        |
|             | الاتحاد البريدي العالمي       | ?                            | ?                     |
|             | البنك الدولي للإنشاء والتعمير | 8 أغسطس 1957                 | 29 سبتمبر 1986        |
|             | الاتحاد الدولي للاتصالات      | 8 ديسمبر 1923                | 3 نوفمبر 1986         |
|             | منظمة حظر الأسلحة الكيميائية  | ?                            | ?                     |
|             | مؤسسة التمويل الدولية         | 11 سبتمبر 1958               | 2 أكتوبر 1986         |

## وصلات خارجية
- موقع وزارة الخارجية الأيرلندية